# Пивероне
Пиверо̀не (на италиански: Piverone; на пиемонтски: Pivron, Пивърон) е село и община в Метрополен град Торино, регион Пиемонт, Северна Италия. Разположено е на 295 m надморска височина. Към 1 януари 2020 г. населението на общината е 1373 души, от които 58 са чужди граждани.